# Kaveh Mehrabi
Kaveh Mehrabi (født 5. maj 1982 i Teheran) er en iransk badmintonspiller. Han har ingen større internationale mesterskabstitler, men kvalificerede sig til VM i 2007, hvor han tabte i første runde mod Dicky Palyama fra Nederlandene. Mehrabi var udtaget til at repræsentere Iran ved sommer-OL 2008, hvor han røg ud i første runde mod Hsieh Yu-Hsing fra Kinesisk Taipei.